# Marie-Claude Najm
Marie-Claude Najm (arabe : ماري كلود نجم), née le 6 avril 1971 est une universitaire libanaise qui est ministre de la Justice (en) de 2020 à 2021.

## Jeunesse
Marie-Claude Najm a étudié le droit à l'université Saint Joseph de Beyrouth et à l'université Panthéon-Assas. Après son doctorat de droit international privé à Paris II en 2003, elle a réussi le concours d’agrégation de droit privé en 2005.
Elle enseigne à la Faculté de droit et des sciences politiques de l'Université Saint-Joseph de Beyrouth et aussi en France, où elle est professeur invité à l'Université Panthéon-Assas (Paris II) et à l'Université Panthéon-Sorbonne (Paris I). Elle est étroitement liée à l'université Saint-Joseph, où elle est également directrice du Centre d'études des droits du monde arabe (CEDROMA) et depuis 2022 doyenne de la Faculté de droit.
Ses publications portent sur les conflits de lois et de juridictions. En 2007, elle devient membre fondatrice du "Khalass !", mouvement de la société civile qui vise à trouver une solution pacifique à l'impasse politique à l'époque. Elle soutient les manifestations de 2019-2020, et est à nouveau membre fondatrice d'un mouvement de protestation civile. Elle enseigne alors le droit dans les tentes révolutionnaires de la place des Martyrs à Beyrouth.

## Carrière politique
En janvier 2020, Marie-Claude Najm devient ministre de la Justice dans le cabinet du Premier ministre Hassan Diab. Elle est l'une des six femmes ministres du gouvernement Diab comptant 20 ministères, ce qui est considéré comme un pas dans la bonne direction vers l'égalité des sexes dans la politique libanaise. Pendant son mandat, elle a activement soutenu le projet de loi sur l'indépendance du pouvoir judiciaire, a lutté contre l'atttribution confessionnelle des postes judiciaires et a participé à la rédaction et/ou à l'adoption de lois et mesures anti-corruption ainsi qu'à des lois renforçant la protection des droits de l'homme . Peu après les explosions de Beyrouth en 2020, le 10 août 2020, Marie-Claude Najm annonce sa démission du gouvernement. Elle est le troisième ministre à démissionner après les explosions. Sa démission déclenche celle du gouvernement Diab en quelques heures. Son dernier acte dans le gouvernement Diab est de charger le Cour de Justice du Liban, qui est une instance judiciaire exceptionnelle, d'enquêter sur les causes de la catastrophe, et de décharger ainsi le tribunal militaire de cette tâche. Elle a continué d'exercer les fonctions de ministre par intérim jusqu’à la formation du gouvernement Mikati le 10 septembre 2021 ,,.

## Vie personnelle
Elle est mariée à un médecin franco-libanais, Daniel Kobeh. Le couple a une fille. Najm est chrétienne maronite.